# Xã Sheridan, Quận Mason, Michigan
Xã Sheridan (tiếng Anh: Sheridan Township) là một xã thuộc quận Mason, tiểu bang Michigan, Hoa Kỳ. Năm 2010, dân số của xã này là 1.072 người.